# Kopet-Dag
Pour la subdivision du Turkménistan, voir District de Kopetdag.
Le Kopet-Dag, کپه‌داغ en persan, est une chaîne de montagnes d'Asie centrale qui forme la frontière entre l'Iran au sud et le Turkménistan au nord. Elle s'étend sur près de 650 km à l'est de la mer Caspienne. Le plus haut sommet du Turkménistan est situé au sud-ouest de la capitale, Achgabat, et s'élève à 2 940 m, tandis que le plus haut sommet iranien atteint une altitude de 3 191 m.

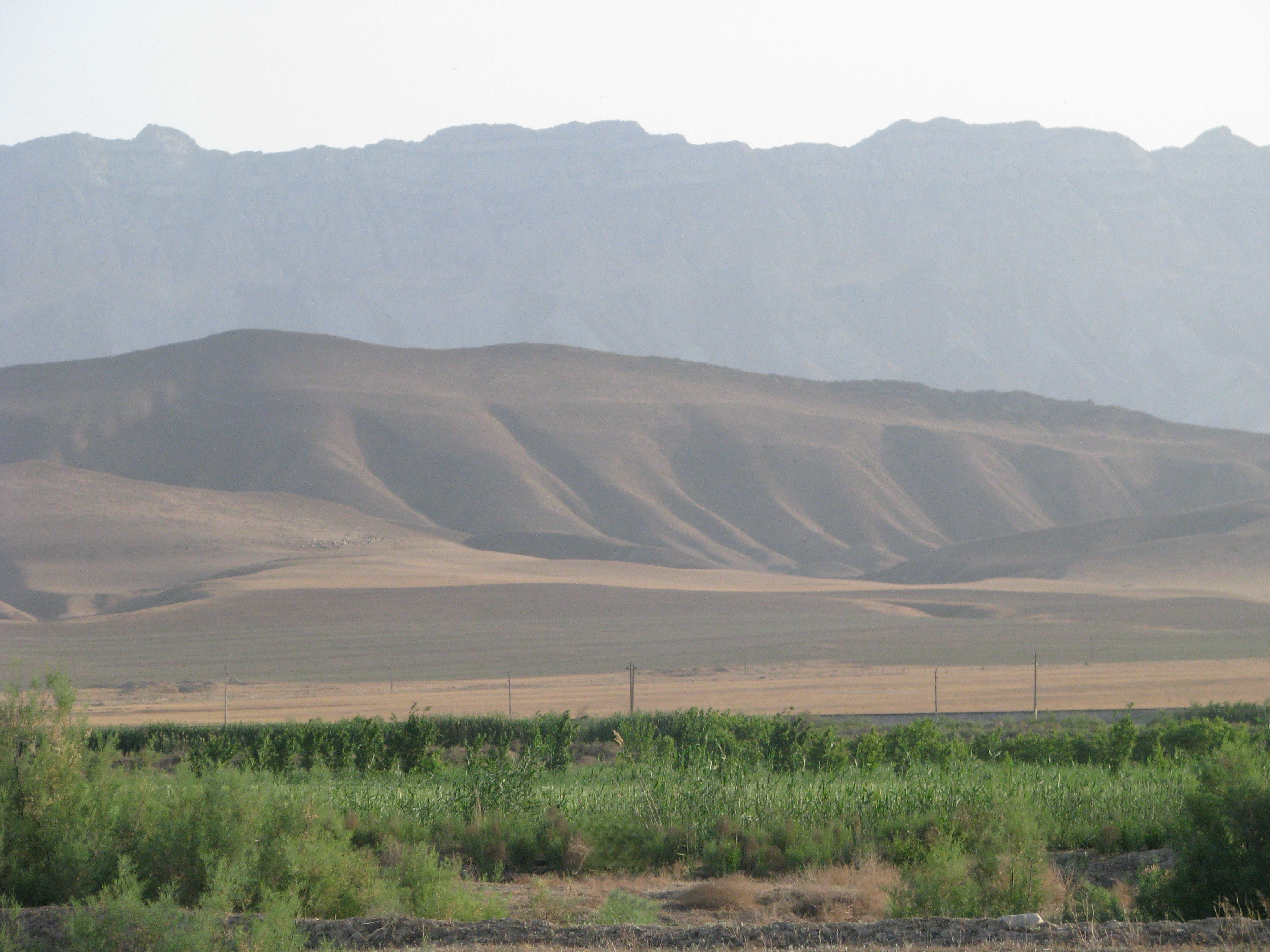
Le Kopet-Dag depuis la plaine d'Ahal.

La région a vu l'émergence de cultures très anciennes : celle de Jeitun, au Néolithique (VIIe millénaire av. J.-C.), et celle de Namazga-depe (Ve au IIIe millénaire av. J.-C.). L'ancienne cité parthe de Nisa (ou Nessa) est située sur les contreforts de la chaîne, près d'Achgabat.
En 2018, la région de Kopet-Dag a été reconnue réserve de biosphère par l'Unesco, notamment pour ses savanes de pistachiers sauvages, berceau de la culture du pistachier domestique.